# Plega yucatanae
Plega yucatanae is een insect uit de familie van de Mantispidae, die tot de orde netvleugeligen (Neuroptera) behoort. 
Plega yucatanae is voor het eerst wetenschappelijk beschreven door Parker & Stange in 1965.